# リチャード・ジョーダン・ガトリング
リチャード・ジョーダン・ガトリング（Richard Jordan Gatling、1818年9月12日 - 1903年2月26日）は、アメリカ合衆国の発明家。世界初の製品化された機関砲であるガトリング砲の発明で知られている。

## 来歴・人物
農夫で発明家でもあった父ジョーダン・ガトリングの息子として、アメリカ合衆国ノースカロライナ州コモ（Como）で生まれた。21歳のとき蒸気船用のスクリューを発明したが、その少し前にジョン・エリクソンがスクリューの特許を独自に取得していた。ガトリングは、漁師、裁判所書記官、教師、店主などの職を転々とした。自前の店を経営していたころ播種機を発明し、それを製造・販売し始めた。1845年にはこの発明で十分な利益が得られるようになり、その販売に専念するようになる。
1850年、天然痘にかかった経験から薬学に興味を持ったガトリングはオハイオ・メディカル・カレッジで医学博士の称号を得たが、卒業後は再び発明に興味が移り、医師として活動することは無かった。1850年代前半にはビジネスで十分成功し、19歳年下でインディアナポリスの医師の娘だったエミマ・サンダースと1854年10月25日に結婚した。なお、彼女の妹はインディアナ州知事を務めたディヴィッド・ウォレスと結婚した。
ガトリングは南北戦争初期に戦死者の多くが病死であることに気づき、彼の播種機の仕組みに基づいてガトリング砲を発明した。1857年、彼は「1人で100人分の働きをできるような機械（砲）を発明できたら、戦争に投入される兵士の数は大幅に減らせるだろうし、その結果として戦死者も減るだろうと考えた」と記している。
ガトリングはノースカロライナ出身ということでアメリカ連合国側（南軍）を支持しているとして告発されたことがあるが、証拠は何も出ていない。実際、ガトリングが連合国政府や南軍と提携したことはなく、南北戦争期間中に南部に住んでいたわけでもない。
実動する試作品を開発して披露した後の1862年、インディアナポリスにGatling Gun Companyを創業した。ガトリングが自腹で生産させた最初の6台の砲は1862年12月の工場の火事で失われた。これにめげず、ガトリングは別の13台の砲をCincinnati Type Factoryで製造するよう手配した。このうち12台をベンジャミン・フランクリン・バトラー将軍が購入し、1台をデイビッド・ディクソン・ポーター提督が購入した。アメリカ合衆国（北部）政府が公式にガトリング砲を購入するのは1866年以降のことである。1870年にはガトリング砲に関する特許をコルト社に売っている。1897年には Gatling Gun Company がコルト社に完全に吸収されることになったが、それまでガトリングは同社の経営を行った。アメリカ海軍が手回し式ガトリング砲の使用を完全にやめたのは1911年のことである。
ガトリング砲以後も、ガトリングはトイレや自転車、刈り取った羊毛の蒸気洗浄、空気圧駆動など様々な発明の特許を取得している。ガトリングは1891年、American Association of Inventors and Manufacturersの初代会長に選出され、6年間会長を務めた。亡くなった当時も十分に裕福だったが、それまでに何度か投資に失敗して資産を減らしている。
晩年、蒸気機関で動くプラウまたはトラクターを製造する会社を設立するため、ミズーリ州セントルイスに移住した。娘に会い弁理士と打ち合わせするためにニューヨークに行き、娘の家で1903年2月26日に亡くなった。遺体はインディアナポリスのCrown Hill Cemeteryに埋葬されている。